# 桑原盛員
桑原 盛員（くわはら もりかず、享保6年（1721年） - 寛政12年2月24日（1800年3月19日））は、江戸幕府旗本。桑原盛興の子。勝之助、主馬、善兵衛。官位は、従五位下、能登守のちに伊予守。室は蘆谷久弥の娘。継室は太田安信（酒井雅楽頭家臣）娘。子女は桑原盛倫室、朝比奈良高室、丸毛利邸室、本目正良（本目正広養子）、養女（松平忠恒の娘）ら。
元文3年（1738年）5月4日、父の遺跡を継ぐ（家禄500石）。寛保元年（1741年）10月28日西の丸書院番となり、宝暦2年（1752年）11月21日より進物番となった。宝暦10年（1760年）7月21日小十人頭となり、7月24日布衣を着ることを許される。宝暦13年（1763年）9月28日目付となる。明和7年（1770年）将軍徳川家治の日光参拝に際して街道筋の検査を行い、安永元年（1772年）には日光の神橋の修復に携わる。安永2年（1773年）7月18日に長崎奉行を拝命、12月16日に従五位下能登守に叙任された。安永4年（1775年）11月17日に作事奉行となり、安永5年（1776年）7月8日には勘定奉行に進んだ。天明7年（1787年）12月5日、買米のことで怠慢とされ一時出仕を止められ、天明8年（1788年）1月25日に赦免される。天明8年（1788年）11月15日に大目付となった。寛政10年（1798年）に西の丸留守居となった。
寛政12年（1800年）2月24日、80歳で死去。家督は同年閏4月4日、娘婿の盛倫（松前順広三男）が継いだ。